# U-Boot-Bunker Hornisse

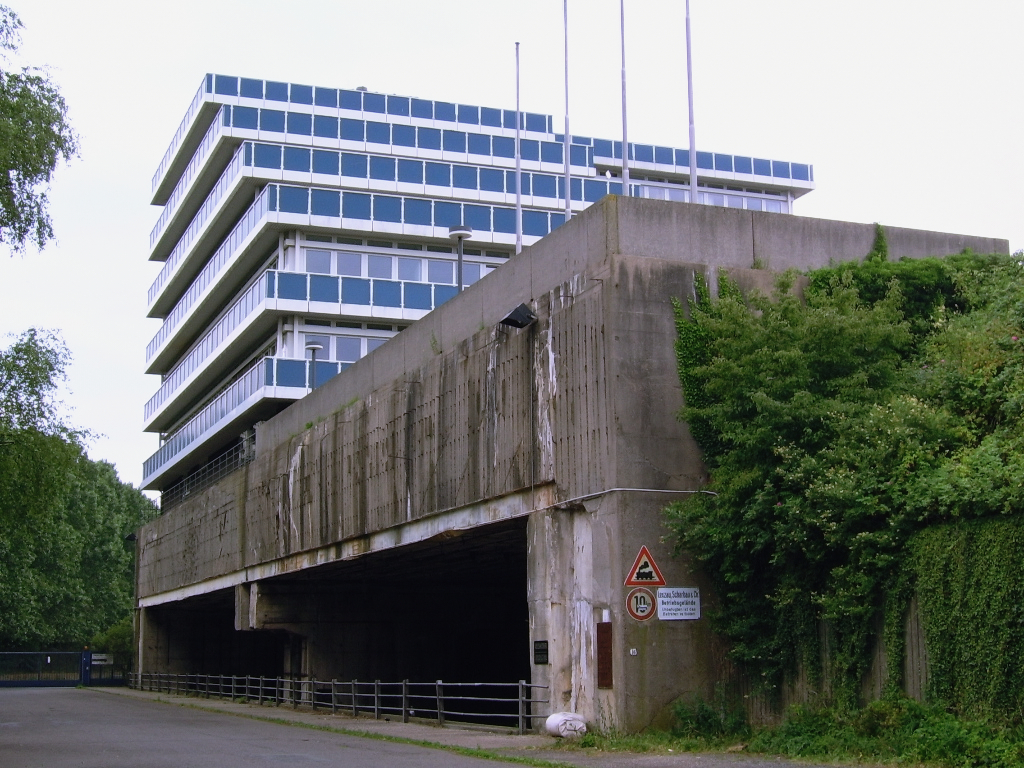
Le bunker de sous-marins Hornisse surmonté d'un immeuble de bureaux construit entre 1968 et 1969.

Le bunker de sous-marins Hornisse, U-Boot-Bunker Hornisse, est un ancien dock de construction de l'ancien chantier naval AG Weser à Brême qui a été modifié pendant la Seconde Guerre mondiale pour servir de chantier naval pour la construction de sous marin de la classe XXI la marine allemande. La construction du quai et les installations du bunker de sous-marins ont recouru au travail forcé.
Le bunker de sous-marins est partiellement conservé. Un immeuble de bureaux a été érigé sur le toit de celui-ci à la fin des années 1960.

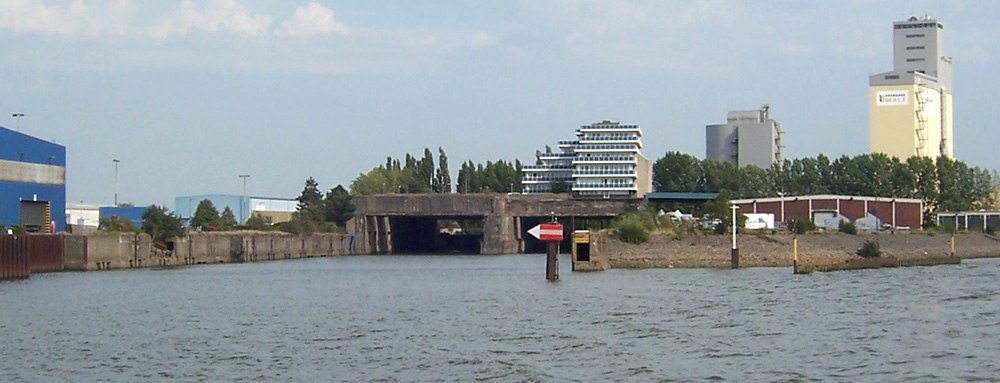
Vue depuis la Weser en direction du Kap-Horn-Hafen; au milieu le système de bunker surmonté par l'immeuble de bureaux.

Le bunker partiellement achevé est situé dans les quartiers de Brême de Mitte et de Häfen sur un promontoire appelé « Cap Horn » entre la Weser et le canal portuaire « Hafen A » des ports industriels. Le bunker, qui est maintenant partiellement sous l'eau, est situé au petit port du Cap Horn, qui est ouvert sur la Weser et est donc exposé à l'amplitude des marées du fleuve à marée.

## Histoire

### Construction d'une cale sèche
À l'époque nazie, les chantiers navals brêmois, Großwerft AG Weser faisaient partie du programme de réarmement de la Wehrmacht (Kriegsmarine). Le chantier naval a remporté le contrat pour la construction de deux cuirassés en mai 1939 de la classe H, les cuirassés J et N. Les travaux ont été arrêtés, bien que la quille du cuirassé J ait déjà été posée. Le chantier naval était réaffecté à la construction de sous-marins dédiés à la guerre commerciale dans l'Atlantique .

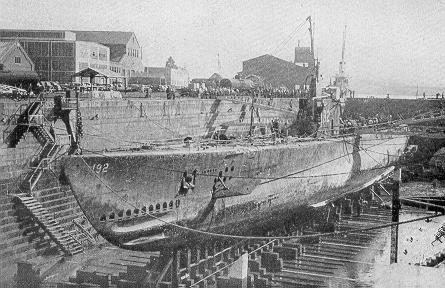
Exemple de cale sèche avec un sous-marin (ici le de l'United States Navy lors de travaux de réparation, 1939 ou 1940)

Le chantier naval de Brême arrivant aux limites de sa capacité de production, en 1938, la marine allemande décide de financer la construction de deux cales sèches. En raison de la guerre et du manque croissant de matériaux de construction, une seule cale sèche et mesurait 370 Mètres et une largeur de 65 fut réalisée.
La mauvaise qualité du sous-sol pose les fondations du quai sur une couche d'argile de 15 mètres d'épaisseur. Afin de prévenir l'infiltration des eaux souterraines, pour éviter également que la cale sèche ne flotte, la semelle de la cale de quatre mètres d'épaisseur est réalisée en béton armé.  Les parois latérales de 11 mètres de haut ont une section triangulaire. D'une épaisseur de 6 mètres à la base, elles ne mesurent plus que 3 mètres au sommet. Le profil est vertical à l'intérieur de la cale et incliné à l'extérieur.
L'ampleur du chantier requiert la construction d'aménagements dédiées tels qu'un système de voies ferrées de 600 et 900 mm d'écartement qui sont utilisés pour le transport des remblais et des matériaux de construction.
La planification et de l'exécution des travaux de construction est confiée à la Kriegsmarine qui mandate le bureau d'études Agatz et Bock ainsi que les entreprises Hermann Möller, Rheinische Hoch- und Tiefbaugesellschaft et Stehmeyer & Bischoff.
L'excavation est réalisée à l'aide d'excavatrices à chaîne à godets et de pelles mécaniques à vapeur. La mise à niveau de la base des fondations a nécessité un travail manuel important. Pour permettre les travaux, la partie du quai donnant sur le Weser est fermée. Les eaux souterraines accumulées dans l'excavation doivent être pompées en permanence. Un total d'environ 621 000 mètres cubes de terre sont enlevés. Après le coulage du radier d'une épaisseur de 4 mètres, les parois latérales sont érigées sur celui-ci à l'aide de coffrages en acier. Des fondations individuelles en béton supplémentaires sont construites derrière les murs principaux. Celles-ci sont probablement destinées à la construction ultérieure d'un système de grue.
Lorsque la construction s'arrête en raison du développement de la guerre navale, à la fin de 1942, le quai de construction est achevé à 95%.

### Conversion en chantier naval pour sous-marin
Entre 1939 et 1942, la marine allemande s'appuie principalement sur ses sous-marins et remporte de nombreux succès dans l'Atlantique, et en particulier en attaquant les convois d'approvisionnement. Les spécialistes britanniques du décryptage de Bletchley Park réussissent à casser le code de la machine de cryptage allemande Enigma à la fin de 1942. Dès 1943, ils peuvent profiter pleinement de leur supériorité aérienne croissante et de leurs escortes pour contrer les attaques sous-marines. De nombreux sous-marins allemands sont coulés. On en compte 43 rien que durant le mois de mai 1943. La Kriegsmarine est contrainte d'arrêter temporairement la guerre sous-marine.
L'augmentation du nombre de raids aériens sur les chantiers navals allemands restreint sévèrement la production de nouveaux sous-marins. La Kriegsmarine met à l'étude un concept d'abri pour sous-marins, qui, grâce à un toit en béton armé, devrait garantir la continuité de la production.

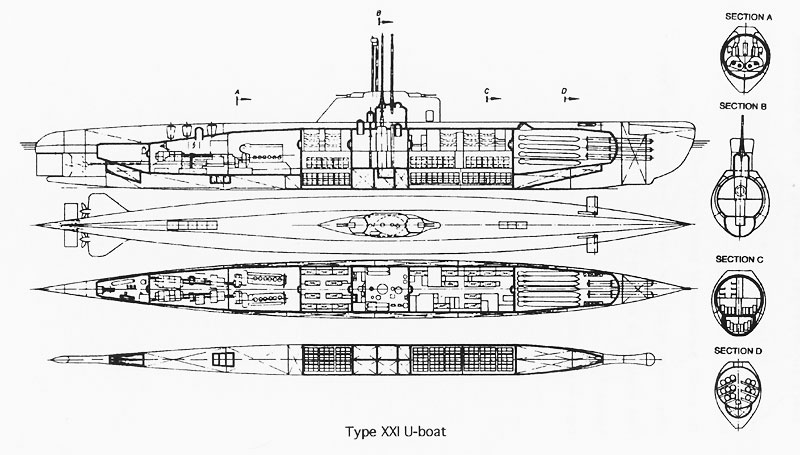
Plan de construction d'un sous-marin type XXI

Les sous-marins utilisés jusqu'alors ne sont que de simples submersibles qui ne peuvent naviguer sous l'eau que brièvement. Le haut commandement de la marine développe un nouveau type de sous-marin capable de rester immergé en se déplaçant à grande vitesse. Ces nouveaux sous-marins de type XXI sont équipés d'accumulateurs puissants et de moteurs électriques. Ils sont considérablement plus grands et plus larges que les sous-marins de type IX et sont capables de faire du snorkeling pour alimenter en air les générateurs diesel chargés de recharger les batteries.
La construction des sous-marins de type XXI fait appel aux nouvelles méthodes de la construction modulaire par section, méthode déjà utilisée par les chantiers navals américains. Grâce à la conception modulaire, les différentes étapes de réalisation d'un sous-marin sont distribuées entre différents chantiers navals-bunker.

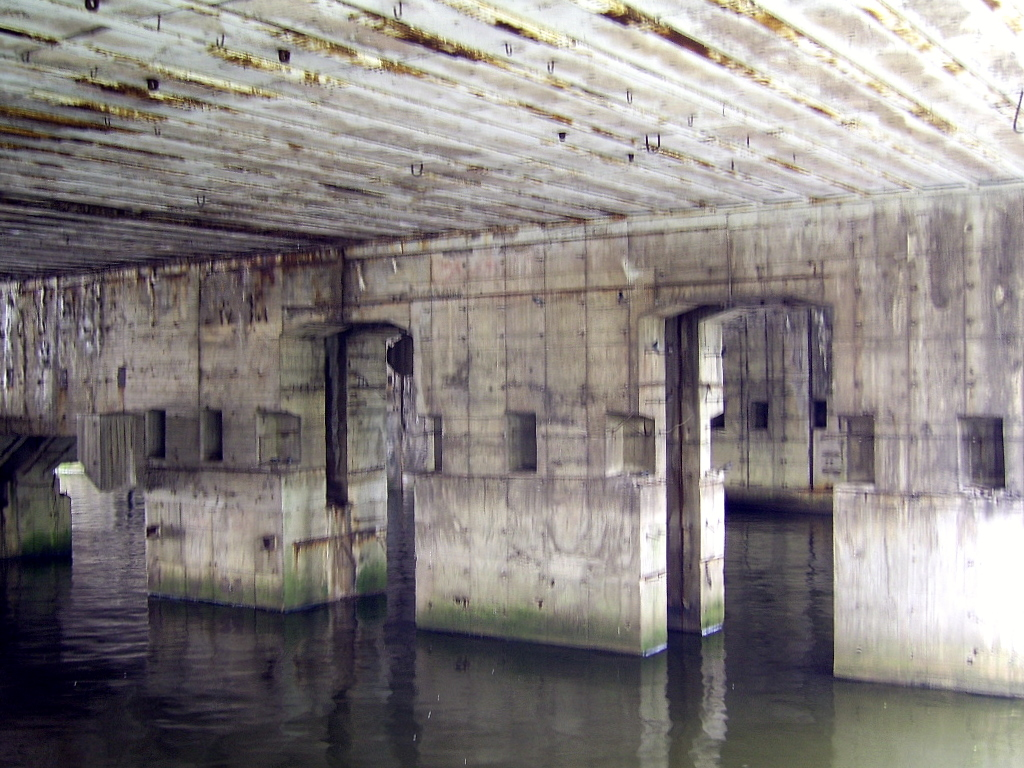
Intérieur du bunker sous-marin partiellement achevé.

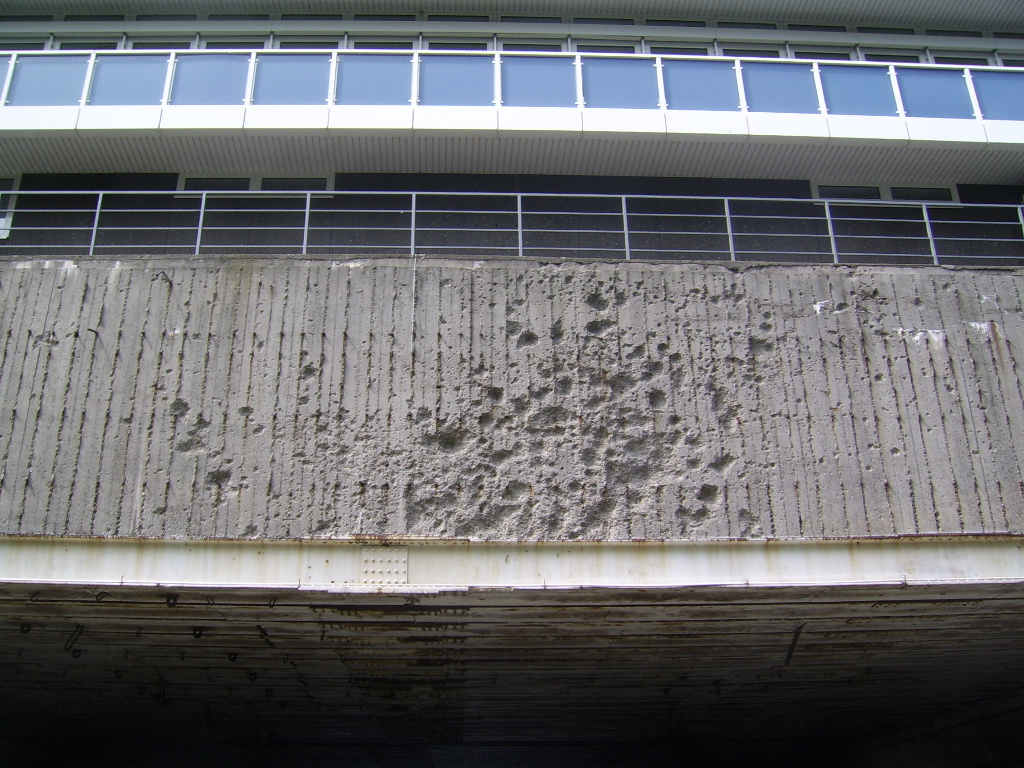
Traces des bombardements de mars 1945.

Le projet Hornisse prévoit un bunker sous marin d'une longueur de 370 mètres et une largeur de 65 mètres, divisé en 4 parties. Dans la première partie, se trouve un atelier de deux étages. Dans la seconde partie sont produites les sections 3, 5 et 6 des sous-marins de la classe XXI. Un hall de réparation est logé dans la troisième partie, et dans la quatrième partie, une cale humide reliée à la Weser par une écluse. Afin de soutenir le poids du plafond de 4 mètres d'épaisseur, il est nécessaire de construire une paroi centrale supplémentaire sur toute la longueur du bunker. Des ouvertures sont percées dans le mur central.
Les travaux de construction débutent au printemps 1944. Les fondations du mur central sont réalisées à l'aide de caissons à air comprimé remplis de béton. Au sommet des parois latérales et médianes, on juxtapose des poutres en béton pré-contraint de trois mètres d'épaisseur et on comble les interstices avec du béton. Des poutrelles en acier sont positionnées sur la structure en béton, dans le sens de la longueur du bunker. Une dalle en béton armé d'une épaisseur de 1,5 mètre est coulée sur les poutrelles ce qui permet d'atteindre l'épaisseur souhaitée de 4,5 mètres.
Le 30 mars 1945, la zone portuaire à l'ouest de Brême est la cible de l'un des derniers raids aériens. De nombreux sous-marins de type XXI sont endommagés par les bombes. Plusieurs bombes ont explosé sur le plafond du bunker et l'ont gravement endommagé. Une bombe aérienne arrache un énorme morceau du plafond du bunker à l'angle sud.
Le 6 avril 1945, les travaux de construction du bunker sont abandonnés. À ce moment-là, le complexe de bunkers était achevé à environ un quart. Le 11 avril 1945 des unités de l'armée britannique envahissent Brême et occupent tous les chantiers navals et bunkers.

### Recours au travail forcé

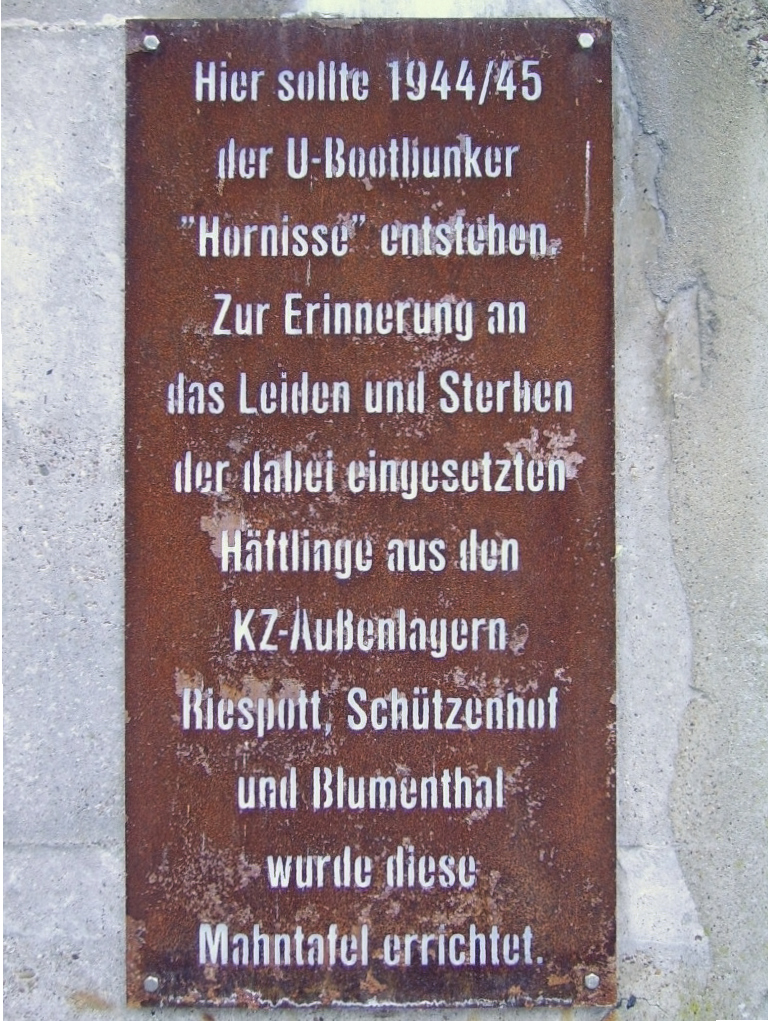
Plaque commémorative sur le bunker

Des travailleurs forcés sont utilisés pendant les travaux de construction de la cale sèche et du bunker. Ils proviennent des divers camps de concentration et de travail de Brême. La construction du bunker requiert à elle seule environ 1 200 travailleurs forcés. Les conditions de vie et de travail inhumaines causent la mort de centaines d'entre eux. Une plaque commémorative apposée sur le bunker rappelle la souffrance des travailleurs forcés.

### Période d'après-guerre
Dans le cadre de la démilitarisation, alors que les Britanniques ont fait sauter les autres bunkers sous-marins nord-allemands à Hambourg, Kiel et Helgoland, les Américains responsables de Brême choisissent de conserver l'infrastructure. Peu de temps après la fin de la guerre, la zone de bunker revient en possession de la ville de Brême. L'autorité portuaire de Brême veut supprimer le bunker, mais, les coûts étant trop élevés, il est décidé de convertir le quai de construction, dont les trois quarts n'étaient pas encore couverts, en un petit bassin portuaire.
Ces plans n'ont été que partiellement réalisés dans les années 1950. La connexion avec le Weser a été créée et le mur central du bunker a été démoli sur les deux tiers de sa longueur (dans la zone non couverte du côté Weser). Les parois latérales du quai du bâtiment ont été raccourcies dans la zone non couverte afin de les amener au niveau des nouveaux quais. Des places d'amarrage ont été aménagées contre les murs du Dock et sur les quais environnants nouvellement fabriqués. Le nom Port du Cap Horn, Kap-Horn-Hafens en allemand, a été donné à ces aménagements qui n'ont jamais connu une activité importante.

## Surélévation par un immeuble de bureaux
En 1968 et 1969, la société de logistique Lexzau, Scharbau GmbH & Co. KG a construit un grand immeuble de bureaux sur le côté est du bunker sur une partie du toit existant. L'entreprise y a installé son siège en 1969.
La capacité de charge de la structure massive du bunker est suffisante pour supporter une construction supplémentaire à son sommet. Une rampe d'accès pour les automobiles est construite sur le mur nord du bunker et des places de parking pour les employés de l'entreprise sont aménagées sur le revêtement non bâti du bunker. L'architecte Gerhard Müller-Menckens a réalisé le projet.

## liens externes
- Le bunker sous-marin "Hornisse" à Brême-Gröpelingen
- Photos privées du bunker sous-marin "Hornisse" à Brême-Gröpelingen
- www.relkten.com - Le chantier naval de soutage sous-marin "Hornisse"
- Bremen U-Bootbunkerwerft „Hornisse“ (anglais)

53.11718.7344Koordinaten: 53° 7′ 1,6″ N, 8° 44′ 3,8″ O